# Esquerdes
Esquerdes és un municipi francès situat al departament del Pas de Calais i a la regió dels Alts de França. L'any 2007 tenia 1.584 habitants.

## Demografia

### Població
El 2007 la població de fet d'Esquerdes era de 1.584 persones. Hi havia 576 famílies de les quals 108 eren unipersonals (52 homes vivint sols i 56 dones vivint soles), 164 parelles sense fills, 240 parelles amb fills i 64 famílies monoparentals amb fills.
La població ha evolucionat segons el següent gràfic:
Habitants censats

### Habitatges
El 2007 hi havia 593 habitatges, 575 eren l'habitatge principal de la família, 3 eren segones residències i 15 estaven desocupats. 589 eren cases i 3 eren apartaments. Dels 575 habitatges principals, 441 estaven ocupats pels seus propietaris, 126 estaven llogats i ocupats pels llogaters i 8 estaven cedits a títol gratuït; 2 tenien una cambra, 6 en tenien dues, 72 en tenien tres, 152 en tenien quatre i 343 en tenien cinc o més. 479 habitatges disposaven pel capbaix d'una plaça de pàrquing. A 257 habitatges hi havia un automòbil i a 268 n'hi havia dos o més.

### Piràmide de població
La piràmide de població per edats i sexe el 2009 era:
| Homes | Edats   | Dones |
| ----- | ------- | ----- |
| 0     | 95 o +  | 0     |
| 0     | 90 a 94 | 0     |
| 12    | 85 a 89 | 12    |
| 8     | 80 a 84 | 12    |
| 4     | 75 a 79 | 20    |
| 28    | 70 a 74 | 32    |
| 28    | 65 a 69 | 28    |
| 24    | 60 a 64 | 24    |
| 12    | 55 a 59 | 28    |
| 24    | 50 a 54 | 12    |
| 60    | 45 a 49 | 60    |
| 76    | 40 a 44 | 52    |
| 52    | 35 a 39 | 56    |
| 76    | 30 a 34 | 64    |
| 56    | 25 a 29 | 48    |
| 44    | 20 a 24 | 48    |
| 52    | 15 a 19 | 68    |
| 56    | 10 a 14 | 56    |
| 60    | 5 a 9   | 64    |
| 56    | 0 a 4   | 32    |

## Economia
El 2007 la població en edat de treballar era de 1.030 persones, 709 eren actives i 321 eren inactives. De les 709 persones actives 647 estaven ocupades (370 homes i 277 dones) i 62 estaven aturades (27 homes i 35 dones). De les 321 persones inactives 89 estaven jubilades, 98 estaven estudiant i 134 estaven classificades com a «altres inactius».

### Ingressos
El 2009 a Esquerdes hi havia 572 unitats fiscals que integraven 1.573 persones, la mediana anual d'ingressos fiscals per persona era de 15.496 €.

### Activitats econòmiques
Dels 29 establiments que hi havia el 2007, 1 era d'una empresa alimentària, 1 d'una empresa de fabricació d'altres productes industrials, 5 d'empreses de construcció, 7 d'empreses de comerç i reparació d'automòbils, 1 d'una empresa de transport, 2 d'empreses d'hostatgeria i restauració, 2 d'empreses immobiliàries, 1 d'una empresa de serveis, 5 d'entitats de l'administració pública i 4 d'empreses classificades com a «altres activitats de serveis».
Dels 10 establiments de servei als particulars que hi havia el 2009, 1 era una oficina de correu, 1 taller de reparació d'automòbils i de material agrícola, 1 autoescola, 1 guixaire pintor, 1 fusteria, 1 electricista, 1 empresa de construcció, 2 perruqueries i 1 agència immobiliària.
Dels 5 establiments comercials que hi havia el 2009, 2 eren fleques, 1 una fleca i 2 floristeries.
L'any 2000 a Esquerdes hi havia 8 explotacions agrícoles que ocupaven un total de 375 hectàrees.

## Equipaments sanitaris i escolars
El 2009 hi havia 1 escola maternal i 1 escola elemental.

## Poblacions més properes
El següent diagrama mostra les poblacions més properes.